# Volkan Kabadayı
Volkan Kabadayı (* 14. April 1980 in Ladik) ist ein türkischer Fußballspieler.

## Karriere
Kabadayı kam 1980 in Ladik, einer Kreisstadt der Schwarzmeerprovinz Samsun, auf die Welt. Hier begann er 1995 in der Jugend von Ladikspor mit dem Vereinsfußball und spielte später noch für die Jugendmannschaft von Samsun 19 Mayıs Belediyespor. Zur Saison 2000/01 wechselte er zum damaligen Drittligisten Çarşamba Belediyespor und spielte hier zwei Spielzeiten lang als Amateurspieler. Zum Sommer 2002 wechselte er dann als Profispieler zum Drittligisten Ankara Demirspor. Bei diesem Verein erkämpfte er sich auf Anhieb einen Stammplatz und spielte eine Spielzeit für diesen Verein. Anschließend war er der Reihe nach bei diversen Vereinen der TFF 2. Lig.
Zum Sommer 2012 heuerte Kabadayı zum zweiten Mal in seiner Karriere bei Fethiyespor an. In seiner zweiten Saison für Fethiyespor erreichte die Mannschaft das Playofffinale, unterlag hier Adana Demirspor und verpasste so den Aufstieg in die TFF 1. Lig. In der Spielzeit 2012/13 erreichte er mit der Mannschaft erneut das Playofffinale. Dieses Mal gelang der Playoffsieg der TFF 2. Lig und damit der Aufstieg in die TFF 1. Lig.
In der letzten Woche der Sommertransferperiode 2013 wechselte Kabadayı zum Drittligisten Tepecikspor.

## Erfolge
Mit Fethiyespor
- Playoffsieger der TFF 2. Lig: 2012/13
- Aufstieg in die TFF 1. Lig: 2012/13